# Glenea aphrodite
Glenea aphrodite är en skalbaggsart som beskrevs av Thomson 1865. Glenea aphrodite ingår i släktet Glenea och familjen långhorningar.
Artens utbredningsområde är Filippinerna. Inga underarter finns listade i Catalogue of Life.